# Суземка
Сузе́мка (рос. Суземка) — селище міського типу, центр Суземського району Брянської області, Росія.
Розташоване у прикордонній зоні з Україною. Належить до української історико-етнографічної землі Стародубщина.

## Географія
Селище розташоване за 1 км на південь від річки Колодязь, лівої притоки Нерусси, басейн Десни, за 6 км від кордону з Україною, на етнографічній землі Стародубщина.
Селище Суземка поділяє навпіл магістральна лінія Москва — Київ, на якій розташована однойменна залізнична станція.

## Історія
Поселення засноване наприкінці XII століття. Назва походить від слова сузем'я, суземок — густі ліси (згідно словника Володимира Даля). Під час Другої світової війни селище було одним із центрів партизанського руху. З 1958 року — селище міського типу.
Сили оборони України 30 листопада 2024 року вдарили по науково-виробничому об'єднанню "Стріла", на території селища Суземка, яке працювало на військово-промисловий комплекс країни-агресора РФ та займалося виробництвом радіолокаційного обладнання, електроніки, трансформаторів тощо. Внаслідок удару пошкоджено приміщення виробничих цехів, склад готової продукції та адміністративну будівлю.
У суботу 3 травня 2025 року близько 22 години місцеві пабліки повідомляли про наліт БПЛА на Брянську область і закликали мешканців перебувати в укриттях. Український телеграм-канал Ukrainian Militant повідомив, що БПЛА атакували завод "Стріла" в селищі Суземка. Підприємство виробляє електроніку для оборонного комплексу Росії та співпрацює з корпорацією "Ростех". Унаслідок атаки були пошкоджені виробничі цехи, склад і адміністративна будівля.

## Економіка
В селищі працюють заводи торфовий, електроніки «Стріла» (виробництво трансформаторів та дроселів), меблева фабрика. Не працюють сироробний завод та лісгосп. 

## Населення
За переписами населення селища становило 9 412 осіб (2008; 9 712 осіб у 2002 році.

## Заклади освіти
Діють 2 загальноосвітні школи. 

## ЗМІ
Виходить районна газета «Рассвет».